# Weberbauerocereus
Genre
Weberbauerocereus est un genre de plantes de la famille des Cactaceae. Il doit son nom au botaniste allemand August Weberbauer.

## Liste d'espèces
Selon Catalogue of Life (25 août 2017) :
- Weberbauerocereus albus F. Ritter
- Weberbauerocereus cephalomacrostibas (Werderm. & Backeb.) F. Ritter
- Weberbauerocereus churinensis F. Ritter
- Weberbauerocereus cuzcoensis Kníze
- Weberbauerocereus rauhii Backeb.
- Weberbauerocereus weberbaueri (K. Schum.) Backeb.
- Weberbauerocereus winterianus F. Ritter

Selon ITIS (25 août 2017) :
- Weberbauerocereus albus F. Ritter
- Weberbauerocereus cephalomacrostibas (Werderm. & Backeb.) F. Ritter
- Weberbauerocereus churinensis F. Ritter
- Weberbauerocereus cuzcoensis Kníze
- Weberbauerocereus rauhii Backeb.
- Weberbauerocereus weberbaueri (K. Schum.) Backeb.
- Weberbauerocereus winterianus F. Ritter

Selon NCBI (25 août 2017) :
- Weberbauerocereus johnsonii
- Weberbauerocereus longicomus
- Weberbauerocereus weberbaueri

Selon The Plant List (25 août 2017) :
- Weberbauerocereus churinensis F. Ritter
- Weberbauerocereus cuzcoensis Knize
- Weberbauerocereus johnsonii F.Ritter
- Weberbauerocereus longicomus F. Ritter
- Weberbauerocereus madidiensis Quispe & A. Fuentes
- Weberbauerocereus rauhii Backeb.
- Weberbauerocereus torataensis F. Ritter
- Weberbauerocereus weberbaueri (K. Schum. ex Vaupel) Backeb.
- Weberbauerocereus winterianus F. Ritter

Selon Tropicos (25 août 2017) (Attention liste brute contenant possiblement des synonymes) :
- Weberbauerocereus albus F. Ritter
- Weberbauerocereus callanus Hutchison
- Weberbauerocereus cephalomacrostibas (Werderm. & Backeb.) F. Ritter
- Weberbauerocereus churinensis F. Ritter
- Weberbauerocereus crassiarborescens F. Ritter
- Weberbauerocereus cuzcoensis Kníže
- Weberbauerocereus fascicularis (Meyen) Backeb.
- Weberbauerocereus horridispinus Rauh & Backeb.
- Weberbauerocereus johnsonii F. Ritter
- Weberbauerocereus longicomus F. Ritter
- Weberbauerocereus madidiensis Quispe & A. Fuentes
- Weberbauerocereus rauhii Backeb.
- Weberbauerocereus seyboldianus Rauh & Backeb.
- Weberbauerocereus torataensis F. Ritter
- Weberbauerocereus weberbaueri (K. Schum. ex Vaupel) Backeb.
- Weberbauerocereus winterianus F. Ritter